# Alphus
Alphus is een kevergeslacht uit de familie van de boktorren (Cerambycidae). De wetenschappelijke naam van het geslacht werd voor het eerst geldig gepubliceerd in 1855 door White.

## Soorten
Alphus omvat de volgende soorten:
- Alphus capixaba Marinoni & Martins, 1978
- Alphus marinonii Souza & Monné M. L., 2013
- Alphus similis Martins, 1985
- Alphus tuberosus (Germar, 1824)